# CIRCEOS
CIRCEOS (wł. Centro Interuniversitario per la Ricerca e la Cooperazione con l'Europa Orientale e Sud-orientale) – Miedzyuniwersyteckie Centrum Badań i Współpracy ze Wschodnią i Południowowschodnią Europą. Organizacja mająca na celu wymianę badań oraz naukowców i studentów między krajami Europy Wschodniej i Południowej.
Do organizacji wchodzą: Albania, Chorwacja, Czarnogóra, Czechy, Grecja, Łotwa, Macedonia, Polska, Rosja, Rumunia, Serbia, Słowacja, Ukraina, Węgry i Włochy.
Centrum ma swoją siedzibę w Uniwersytecie w Bari.
Z Polski w Centrum działają:
- Uniwersytet Śląski
- Uniwersytet Szczeciński
- Uniwersytet Warmińsko-Mazurski w Olsztynie
- Uniwersytet Warszawski
- Uniwersytet Wrocławski